# SMS Nürnberg (1906)
Pour les autres navires du même nom, voir SMS Nürnberg.
Le SMS Nürnberg (du nom de la ville bavaroise de Nuremberg) est un croiseur léger de la classe Königsberg construit pour la Marine impériale allemande (Kaiserliche Marine). Il a pour sister-ships les croiseurs Königsberg, Stettin et Stuttgart.
Le Nürnberg sert tout d'abord au sein de la flotte en Allemagne, avant d'être déployé à l'étranger en 1910. Il est affecté à l'escadre d'Extrême-Orient. Au début de la Première Guerre mondiale, en août 1914, il gagne la base navale allemande de Tsingtao, avant de rejoindre le reste de l'escadre commandée par le vice-amiral Maximilian von Spee, qui navigue à travers l'océan Pacifique. Le 1er novembre 1914, cette dernière rencontre au large du Chili une escadre britannique commandée par le contre-amiral Christopher Cradock. Au cours de la bataille de Coronel qui s'ensuit, et où l'escadre britannique est presque entièrement détruite, le Nürnberg achève le croiseur britannique HMS Monmouth.
Un mois plus tard, alors que les Allemands tentent de piller la base britannique dans les îles Falkland, une escadre britannique sous le commandement du vice-amiral Doveton Sturdee, qui mouillait dans le port, engage le combat face aux navires de la marine impériale. Les navires de Sturdee pourchassent et détruisent quatre des cinq croiseurs allemands ; le HMS Kent coule le Nürnberg qui tentait de fuir, provoquant la mort de plus de trois cents marins allemands.

## Construction

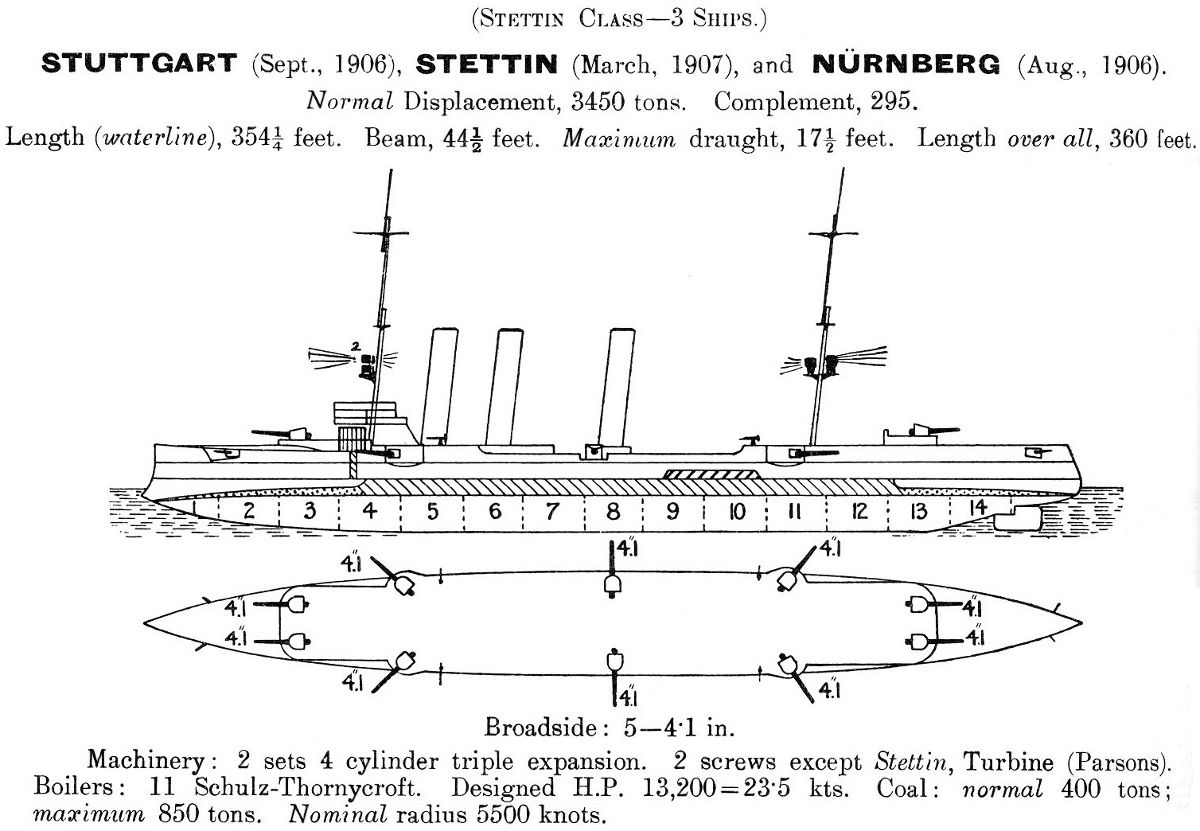
Plan légendé des navires de la classe Königsberg.

La construction du Nürnberg débute à l'arsenal impérial de Kiel le 16 janvier 1906. Lors de son lancement le 28 août 1906, le maire de la ville homonyme, Georg von Schuh, baptise le navire, après quoi des travaux d'aménagement commencent. Le Nürnberg est intégré dans la Hochseeflotte le 10 avril 1908,. Le navire est long de 115,3 m et est large de 13,2 m avec un tirant d'eau de 5,29 m vers l'avant. Son port en lourd est de 3 814 tonnes à pleine charge. Son système de propulsion comprend deux moteurs à triple expansion de 3 cylindres alimentés par onze chaudières à charbon. Ceux-ci permettent une vitesse maximale de 23,4 nœuds (43,3 km/h) et un rayon d'action d'environ 5 750 milles marins (10 649 km) à 12 nœuds (22 km/h). Le Nürnberg dispose d'un équipage de 14 officiers et 308 hommes (officiers mariniers et matelots).
Le navire est armé de dix canons de 10,5 cm SK L/40 montés chacun sur une tourelle simple. Deux sont placés côte à côte sur le gaillard d'avant, six sont situés au milieu du navire, trois de chaque côté, et deux sont côte à côte à l'arrière. Les canons ont une élévation maximum de 30 degrés, ce qui leur permet d'engager une cible jusqu'à une portée de 12 700 m. Le navire dispose de 1 500 munitions, soit 150 obus par canon. Le navire est également équipé de huit canons de 5,2 cm SK L/55 (en) avec 4000 munitions. Le Nürnberg dispose en outre d'une paire de tubes lance-torpilles de 450 mm, immergés de part et d'autre de la coque et disposant de cinq torpilles chacun. Le navire est protégé par un pont blindé épais de 80 mm d'épaisseur au milieu du navire. Le kiosque a 100 mm d'épaisseur sur les côtés.

## Service
Après avoir servi brièvement avec la flotte dans les eaux allemandes, le Nürnberg est envoyé à l'étranger en 1910. Il est ensuite affecté à Tsingtao, la base asiatique de la Kaiserliche Marine, au sein de l'escadre du vice-amiral comte Maximilian von Spee. Pendant la révolution mexicaine, il est positionné au large de la côte ouest du Mexique. Après avoir été remplacé par le Leipzig, le Nürnberg retourne à sa base d'attache de Tsingtao. À l'été de 1914, le Nürnberg traverse le Pacifique pour soutenir le Leipzig au Mexique. Au début de la Première Guerre mondiale, le vice-amiral von Spee, prévoyant un retour de son escadre d'Extrême-Orient en Allemagne, décide de faire route à travers le Pacifique, passer le cap Horn, puis naviguer vers le nord dans l'Atlantique. En chemin, le 6 août 1914, le Nürnberg fait sa jonction avec l'escadre d'Extrême-Orient, qui comprend les croiseurs cuirassés Scharnhorst et Gneisenau, dans Ponape. Spee décide de concentrer ses forces près de l'île Pagan dans les îles Mariannes du Nord, une possession allemande dans le Pacifique central. Tous les navires de guerre, de ravitaillement et les charbonniers ainsi que les paquebots présents dans les environs ont ordre de rencontrer l'escadre allemande à cet endroit. Le 11 août, Spee arrive à Pagan. Il est rejoint par plusieurs navires de ravitaillement, ainsi que par le croiseur léger Emden et le croiseur auxiliaire Prinz Eitel Friedrich.
Les quatre croiseurs quittent ensuite le Pacifique central, en partance pour le Chili. Le 13 août, le capitaine de l'Emden, le commodore Karl von Müller, persuade Spee de détacher son navire pour effectuer des raids sur les navires marchands. Les navires sont ravitaillés en charbon après leur arrivée à Eniwetok dans les îles Marshall, le 20 août. Pour garder le haut commandement allemand informé de ses activités, Spee détache le Nürnberg le 8 septembre à Honolulu afin d'envoyer un message en pays neutre. Spee choisi le croiseur léger car les Britanniques savent que le Nürnberg a quitté les eaux mexicaines, et ainsi sa présence à Hawaï ne trahira pas les mouvements de l'escadre allemande. Le croiseur est également chargé de contacter des agents allemands afin qu'ils préparent des stocks de charbon en Amérique du Sud afin de ravitailler l'escadre. Le Nürnberg est informé de la conquête alliée de la colonie allemande des Samoas, avant de rejoindre la flotte en mer le 6 septembre.
Après avoir rejoint la flotte, Spee détache à nouveau le Nürnberg avec le navire Titania pour couper le système de câble britannique de l'île Fanning. Le croiseur vole un drapeau français afin de tromper les défenseurs, et réussit à détruire la station le 7 septembre. Le Nürnberg rejoint ensuite la flotte à l'île Christmas tard dans la journée. Le 14 septembre, Spee décide d'utiliser ses deux croiseurs cuirassés pour attaquer la base britannique d'Apia ; il envoie le Nürnberg escorter les charbonniers de l'escadre au lieu de rendez-vous. Lors de la bataille de Papeete, le 22 septembre, le Nürnberg et le reste de l'escadre allemande bombardent la colonie. Pendant le combat, la canonnière française Zélée est coulée par les tirs des navires allemands. Toutefois, à cause de la présence de mines dans le port, von Spee ne peut saisir le charbon présent dans la base. Le 12 octobre, l'escadre atteint l'île de Pâques. Là, elle est rejoint par le Dresden et le Leipzig, qui naviguaient dans les eaux américaines. Après une semaine dans la région, les navires partent pour le Chili.

### Bataille de Coronel

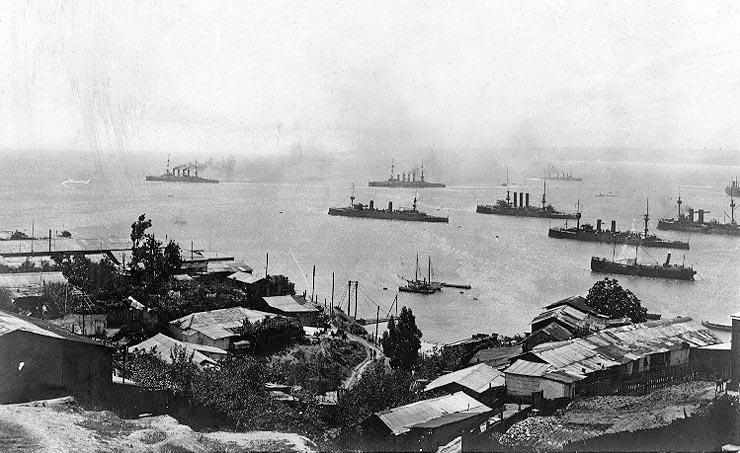
Photographie prise en novembre 1914 montrant l'escadre de Spee appareillant du port de Valparaíso après la bataille de Coronel. Le Nürnberg est au fond, à la suite du Gneisenau et du Scharnhorst (U.S. Naval Historical Center Photograph).

Pour s'opposer à l'escadre allemande au large des côtes d'Amérique du Sud, les Britanniques ne disposent que de maigres forces sous le commandement du contre-amiral Christopher Cradock. Ces forces consistent aux croiseurs cuirassés HMS Good Hope et Monmouth, ainsi qu'au croiseur léger Glasgow et au croiseur auxiliaire HMS Otranto. Cette flottille est renforcée par le vieux cuirassé pré-Dreadnought HMS Canopus et par le croiseur cuirassé Defence. Ces derniers, cependant, n'arriveront pas à temps pour participer à la bataille de Coronel. Cradock n'a pas désiré prendre avec lui le Canopus du fait de sa vitesse lente qui l'empêcherait d'engager le combat avec les navires allemands. Dans la soirée du 26 octobre, l'escadre de von Spee se dirige sur Más Afuera, au Chili, vers l'est. Spee, ayant appris que le Glasgow a été repéré dans Coronel le 31, oblique vers le port.
Le vice-amiral allemand arrive près de Coronel l'après-midi du 1er novembre et, à sa grande surprise, rencontre toute la flotte britannique composée du navire amiral Good Hope, du Monmouth, de l’Otranto ainsi que du Glasgow. Le Canopus est encore à environ 300 miles (480 km) en arrière, avec les charbonniers britanniques. À 17h, le Glasgow repère les Allemands. Cradock forme alors une ligne avec le Good Hope en tête, suivi du Monmouth, du Glasgow et de l’Otranto. Spee décide de tenir à distance les Britanniques jusqu'à ce que le soleil se couche, afin que les navires anglais se découpent parfaitement grâce au soleil. Le Nürnberg est à une certaine distance derrière le reste de l'escadre allemande, et rejoint le combat tardivement à cause du retard engendré par la recherche de navires neutres. Arrivé sur place, le Nürnberg trouve à la dérive le croiseur anglais Monmouth qu'il achève à coups de canons à une distance comprise entre 550  et   900 m.
Le 3 novembre, le Nürnberg, le Scharnhorst et le Gneisenau sont à Valparaíso au Chili pour réapprovisionner leurs stocks de charbon et d'autres provisions. Leur escale a été limitée à 24 heures par le droit international, qui n'autorise que trois des cinq navires de guerre à se réapprovisionner dans un port neutre. Les deux autres croiseurs, le Leipzig et le Dresden, ont dû retourner à Más Afuera. Après s'être regroupé à Más Afuera, Spee décide d'attaquer les routes maritimes britanniques dans l'Atlantique Sud. Le 21 novembre, l'escadre mouille en baie de Saint-Quentin pour prendre du charbon ; les équipages entassent ce dernier sur les ponts des navires pour leur permettre de naviguer jusque vers le port de Santa Elena, où Spee s'est arrangé pour que des charbonniers de Montevideo viennent à leur rencontre le 5 décembre.

### Bataille des Falklands
Au lendemain de la bataille de Coronel, Spee décide d'attaquer la base britannique de Port Stanley dans les îles Falkland. Le Nürnberg, commandé par le capitaine Karl von Schönberg, et le Gneisenau sont chargés d'attaquer le port, de détruire la station radio et de brûler les stocks de charbon, tandis que le reste de l'escadre chercherait les navires de guerre britanniques. Spee croyait à tort que les îles Malouines n'étaient pas défendues. L'Angleterre avait détaché deux cuirassés, l’HMS Invincible et l’Inflexible, ainsi que quatre croiseurs sous le commandement du vice-amiral Doveton Sturdee pour traquer l'escadre de Spee et vaincre ce dernier afin de venger la défaite de Coronel.

Carte montrant les mouvements des navires allemands et britanniques pendant la bataille.

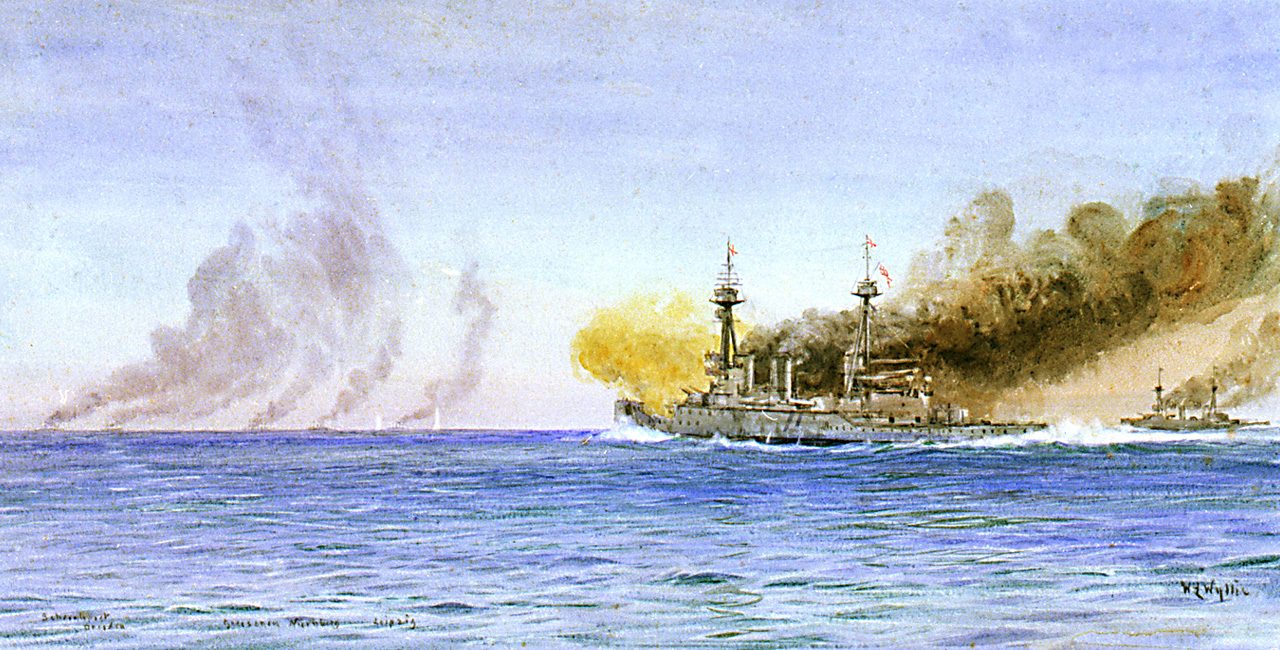
La flotte britannique poursuivant l'escadre de von Spee aux Falklands. Aquarelle de William Lionel Wyllie.

Quand le Nürnberg et le Gneisenau approchent les îles au matin du 8 décembre, le vieux cuirassé Canopus ouvre le feu et les fait fuir. Les Allemands sont surpris de voir des navires de guerre dans le port, et Spee décide de se retirer. L'escadre allemande navigue à la vitesse de 22 nœuds (41 km/h) en formant une ligne de bataille unique. Le Nürnberg est le deuxième navire de la ligne, entre le Gneisenau et le Scharnhorst. Sturdee ordonne alors de poursuivre les Allemands. Ses navires rattrapent Spee et ouvrent le feu à 12 h 50 ; Spee, voyant qu'il ne peut échapper à la flotte britannique, décide de livrer un combat retardateur avec ses meilleurs navires, les croiseurs cuirassés Scharnhorst et Gneisenau pour permettre aux trois autres croiseurs de s'échapper. En réponse, Sturdee envoie ses croiseurs légers pourchasser le Nürnberg, le Dresden et le Leipzig.
Le HMS Kent prend en chasse le Nürnberg. À 17 h, le croiseur allemand ouvre le feu à environ 11 milles de distance. Le Kent est incapable de répondre jusqu'à ce que la portée soit réduite à 6,4 milles, distance d'où il peut désormais riposter. Le Nürnberg vire de bord afin d'apporter toute sa puissance de feu, imité en cela par le Kent. Les deux navires naviguent sur des trajectoires convergentes, et la distance entre les deux croiseurs chute à 2,7 milles. À ce moment, les obus du Kent pleuvent sur le Nürnberg et causent des dommages importants. Un grave incendie se déclare vers 18 h. À 18 h 35, le navire allemand commence à sombrer et cesse le tir. Le Kent cesse temporairement le feu, mais après avoir remarqué que le Nürnberg faisait encore flotter ses couleurs, reprend le combat. Après cinq minutes de bombardements, le Nürnberg abaisse son pavillon et l'équipage du Kent prépare des canots de sauvetage afin de repêcher les survivants.
Seuls douze hommes sont récupérés avant que le croiseur allemand ne chavire et ne coule à 19 h 26. Cinq marins du Nürnberg décèdent de leurs blessures après avoir été sauvés. Parmi les morts, Otto von Spee, le fils du vice-amiral. Au total, 327 officiers et soldats sont tués dans la bataille. Pendant le combat, le Nürnberg touche le Kent trente-huit fois, mais sans causer de dommages importants. Un obus touche l'un des canons du Kent et enflamme les charges propulsives à l'intérieur, mais l'endroit est inondé avant que l'incendie ne puisse détruire le vaisseau. Le naufrage est commémoré dans The Last Man, un tableau du peintre Hans Bohrdt. Celui-ci dépeint un marin allemand agitant la bannière impériale du Nürnberg alors que le navire disparaît dans les flots.